# Корле
Корле́ (фр. Corlay, брет. Korle, галло Corlaè) — коммуна во Франции, находится в регионе Бретань. Департамент — Кот-д’Армор. Входит в состав кантона Мюр-де-Бретань. Округ коммуны — Сен-Бриё.
Код INSEE коммуны — 22047.

## География
Коммуна расположена приблизительно в 410 км к западу от Парижа, в 105 км западнее Ренна, в 31 км к юго-западу от Сен-Бриё.

## Население
Население коммуны на 2016 год составляло 957 человек.
| 1962 | 1968 | 1975 | 1982 | 1990 | 1999 | 2008 | 2016 |
| ---- | ---- | ---- | ---- | ---- | ---- | ---- | ---- |
| 1026 | 1088 | 1133 | 1071 | 1044 | 978  | 1046 | 957  |

## Экономика
В 2007 году среди 534 человек в трудоспособном возрасте (15—64 лет) 362 были экономически активными, 172 — неактивными (показатель активности — 67,8 %, в 1999 году было 66,3 %). Из 362 активных работали 329 человек (187 мужчин и 142 женщины), безработных было 33 (12 мужчин и 21 женщина). Среди 172 неактивных 52 человека были учениками или студентами, 63 — пенсионерами, 57 были неактивными по другим причинам.

## Достопримечательности
- Церковь Сен-Совёр (XVI век). Исторический памятник с 1925 года[3]
- Часовня Св. Анны
- Руины замка Корле (XV век). Исторический памятник с 1926 года[4]
- Дом XVII века. Исторический памятник с 1965 года[5]

## Фотогалерея

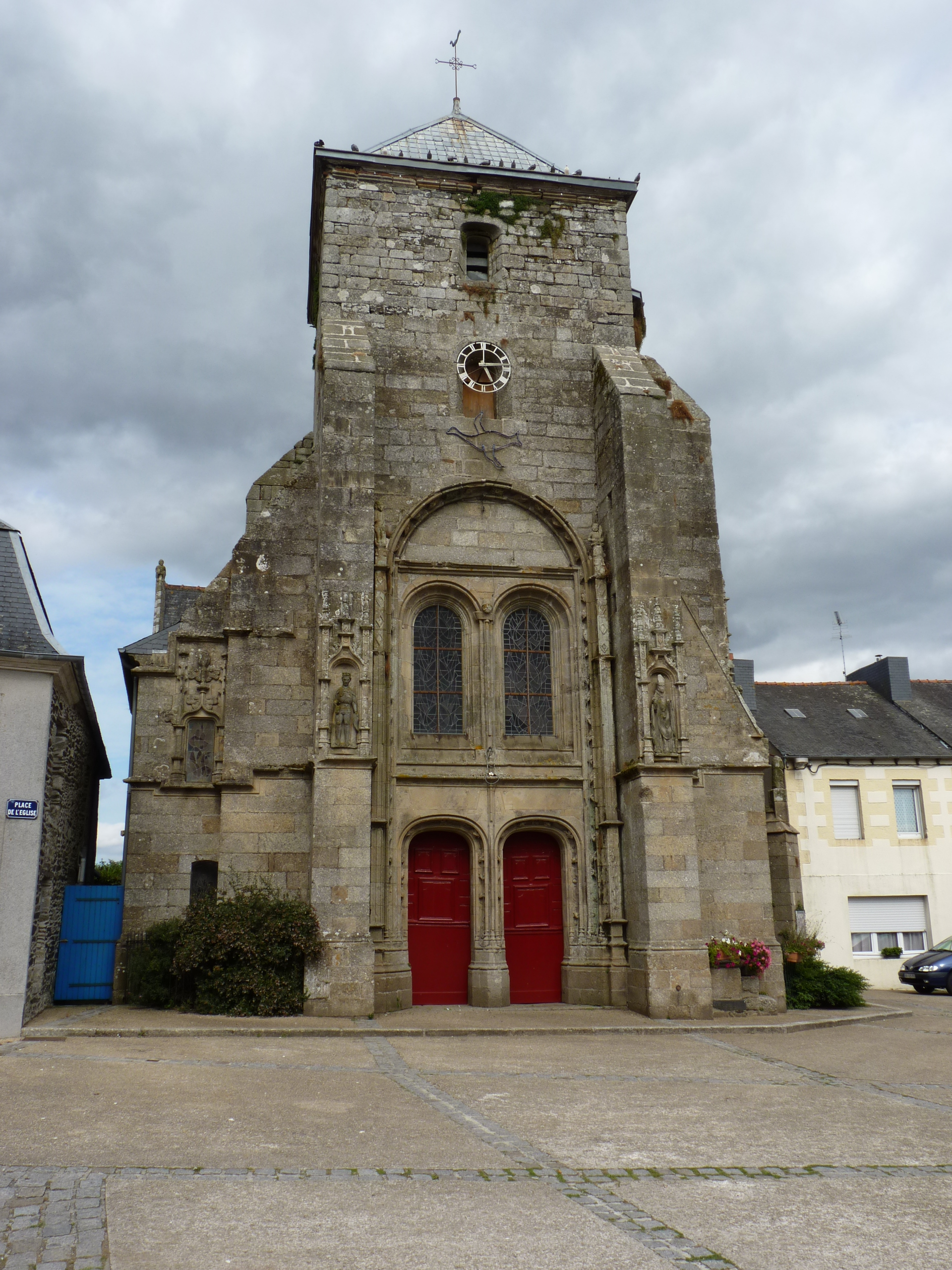
Церковь Сен-Совёр
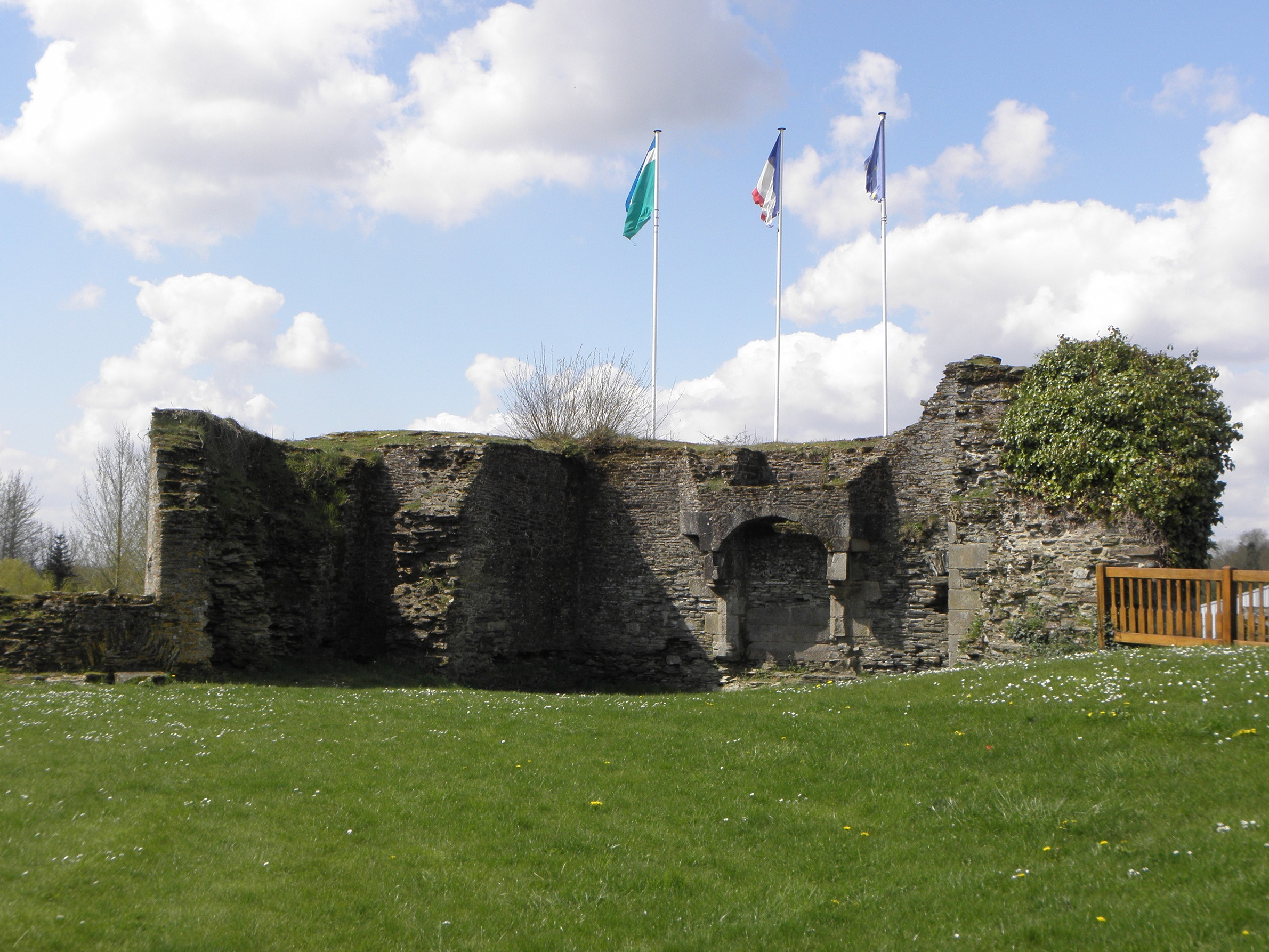
Руины замка Корле
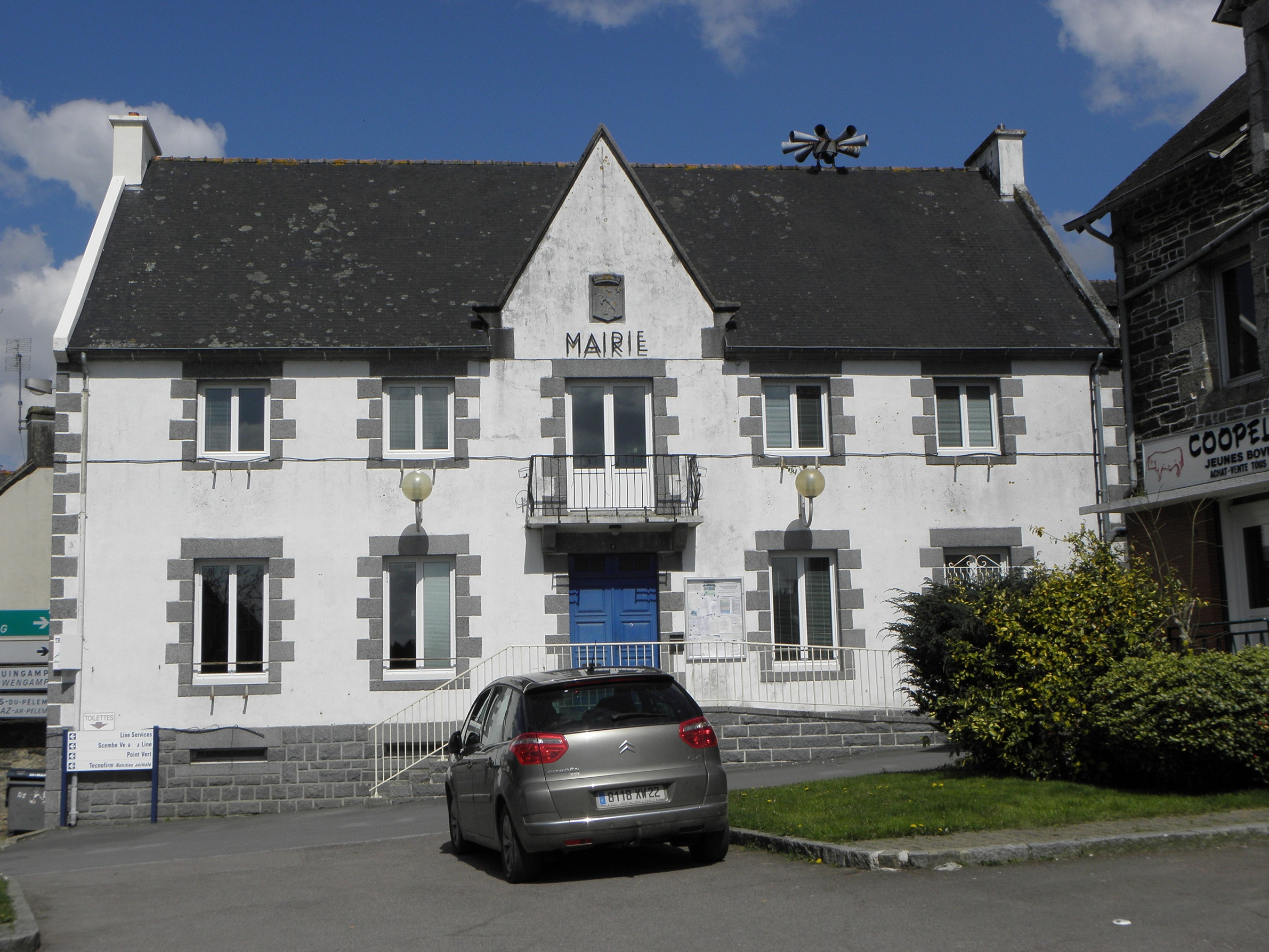
Мэрия
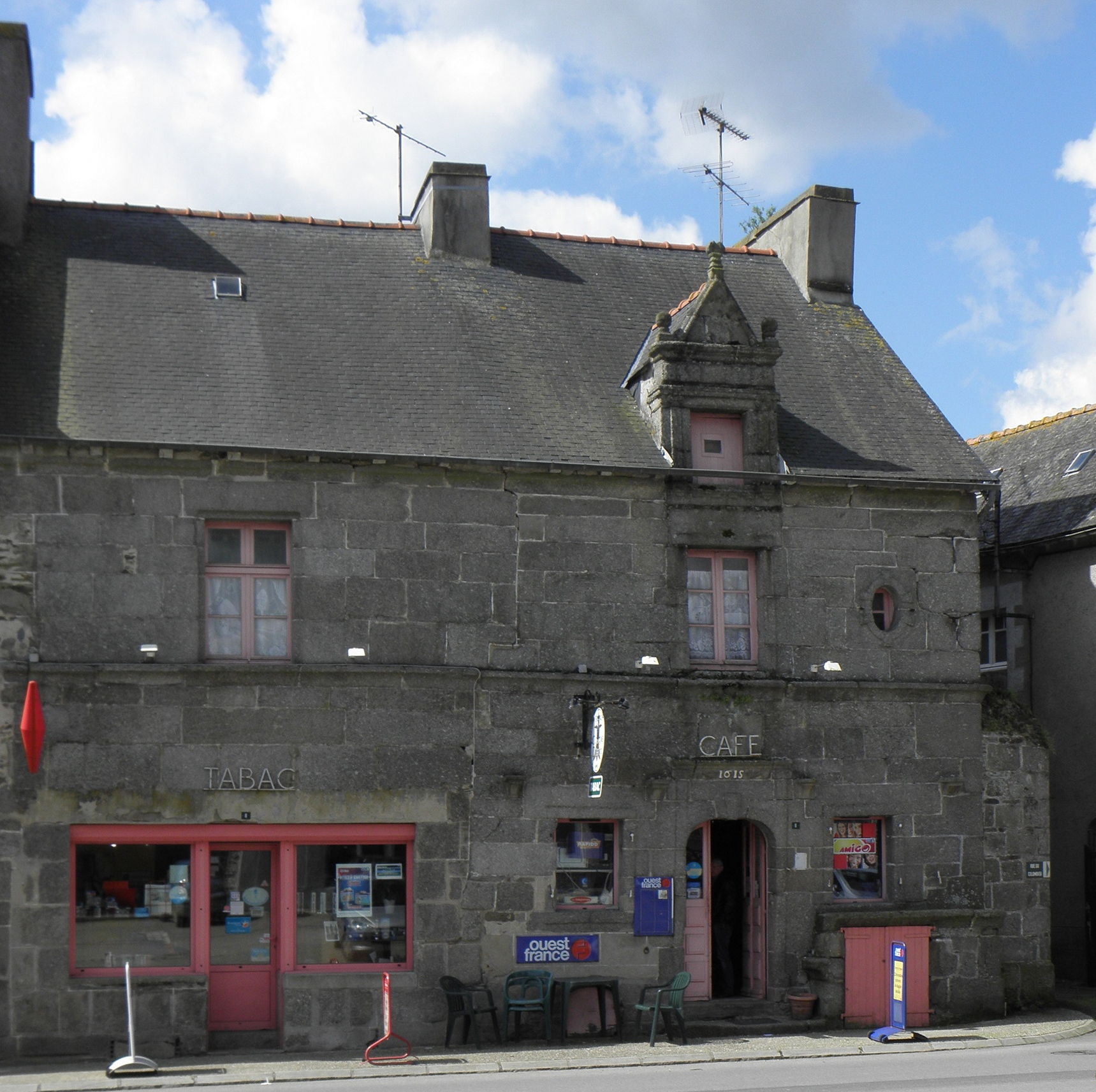
Дом XVII века